# مخمصه (فیلم ۱۹۷۰)
مخمصه (به انگلیسی: Deep End) یک فیلم درام بریتانیایی-آلمانی به کارگردانی یژی اسکولیموفسکی است که در سال ۱۹۷۰ منتشر شد. از بازیگران آن می‌توان به جین اشر و دایانا دورس اشاره کرد.

## دربارهٔ فیلم
فیلم دربارهٔ زندگی و روابط دو همکار جوان است که در یک استخر و حمام عمومی کار می‌کنند. کل فیلم در عرض ۶ ماه ساخته شده‌است و بیشتر صحنه‌های آن در مونیخ و برخی صحنه‌های بیرونی در محلهٔ سوهوی در لندن فیلمبرداری شده‌است. کارگردان به بازیگران فیلم اجازه داد تا در بازی خود بداهه‌سازی کنند به شرط آنکه از قالب شخصیت‌های خود در فیلم‌نامه دور نشوند.